# Zelotes haroni
Zelotes haroni FitzPatrick, 2007 è un ragno appartenente alla famiglia Gnaphosidae.

## Etimologia
Il nome della specie deriva dalla zona dello Zimbabwe in cui sono stati rinvenuti gli esemplari fra il 18 e il 21 settembre 1995: la foresta di Haroni.

## Caratteristiche
Questa specie appartiene al bastardi group, le cui peculiarità sono: larga base embolare con estensioni retrolaterali ampie e estensioni prolaterali molto ampie; l'apofisi terminale è tronca e l'embolus è ampio, ma corto. Le femmine, invece hanno i dotti laterali dell'epigino allargati e quelli trasversali di forma media.
L'olotipo femminile rinvenuto ha lunghezza totale è di 6,67mm; la lunghezza del cefalotorace è di 2,58mm; e la larghezza è di 2,00mm.

## Distribuzione
La specie è stata reperita nello Zimbabwe orientale: l'olotipo femminile è stato rinvenuto nella foresta di Haroni, appartenente alla provincia del Manicaland.

## Tassonomia
Al 2016 non sono note sottospecie e dal 2007 non sono stati esaminati nuovi esemplari.